# ゼネラル・エレクトリック LM1600
ゼネラル・エレクトリック LM1600はGEアビエーションが生産する産業用と船舶用のガスタービンエンジンである。
LM1600は航空機用F404エンジンの派生機種である。
LM1600は出力20,000 軸馬力 (shp) (14,920 kW) でISO 3977条件下で熱効率は37%である。

## 用途
用途は船舶推進と産業用がある。
- Enigma[1]
- HSC ステナ・ボイジャー
- HSC ステナ・エクスプローラー
- HSC ステナ・ディスカバリー
- モールス-リニエン[1][4][5][6]

## 一覧
- 航空用エンジンの一覧